# Incoce
Incoce ou Incosse (em quicongo: nkosi; lit. "leão"), também chamado Roxi Mocumbi e Incosse Mocumbe na Nação de Angola, na mitologia banta, é um inquice da forja, do ferro, da tecnologia, agricultura, guerras e soldados. Por também estar ligado aos caminhos, por se entender que ele os abre, é estreitamente associado a Pombajira.